# Krkovin plavac
Krkovin plavac (Celastrina argiolus) je leptir iz porodice plavaca. Promjer krila je 3 do 3,5 cm. Nastanjuje vlažne šumarke, najčešće krkovinu.
Gusjenica je duga oko 2 cm, zelena ili smeđa s bjelkastim pjegama i bočnim prugama.
Prezimljava kao kukuljica.

## Podvrste
1. Celastrina argiolus bieneri Forster, 1941
2. Celastrina argiolus britanna (Verity, 1919)
3. Celastrina argiolus calidogenita (Verity, 1919)
4. Celastrina argiolus canicularis (Verity, 1919)
5. Celastrina argiolus caphis (Fruhstorfer, [1922])
6. Celastrina argiolus cinerea (Edwards, 1883)
7. Celastrina argiolus crimissa (Fruhstorfer, 1917)
8. Celastrina argiolus evansi Toxopeus, 1927
9. Celastrina argiolus gozora (Boisduval, 1870)
10. Celastrina argiolus grisescens (Eisner, 1964)
11. Celastrina argiolus heringi (Kardakoff, 1928)
12. Celastrina argiolus ladon (Ménétriés, 1857)
13. Celastrina argiolus ladonides (De L'Orza, 1869)
14. Celastrina argiolus levettii (Butler, 1883)
15. Celastrina argiolus lucia (Kirby, 1837)
16. Celastrina argiolus maculispostcarens Lempke, 1954
17. Celastrina argiolus manchurica (Matsumura, 1949)
18. Celastrina argiolus mauretanica (Rothschild, 1925)
19. Celastrina argiolus parvipuncta (Fuchs, 1880)